# Daniil Granin
Daniil Granin (pseudonym för D. A. German), född 1 januari 1919 i Volyn i Kursk oblast, död 4 juli 2017 i Sankt Petersburg, var en rysk författare. 
Granin studerade elektroteknik i Leningrad, och deltog som soldat i försvaret av Leningrad 1941.